# Pirata africana
Pirata africana este o specie de păianjeni din genul Pirata, familia Lycosidae. A fost descrisă pentru prima dată de Roewer, 1960.
Este endemică în Namibia. Conform Catalogue of Life specia Pirata africana nu are subspecii cunoscute.